# Moyobamba

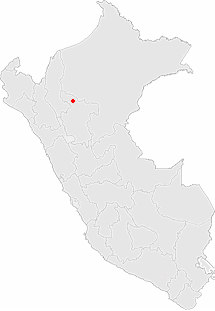
Moyobambas läge i Peru.

Moyobamba är en stad i norra Peru, och är den administrativa huvudorten för departementet San Martín samt provinsen Moyobamba. Folkmängden uppgick till 56 452 invånare 2015. Staden med omgivning har ett rikt bestånd av olika arter av orkidéer. 